# Putnički vagon
Putnički vagon je željezničko vučeno vozilo namijenjeno isključivo prijevozu putnika i prijevoznikovom davanju usluga putnicima.
Prema osnovnoj podjeli u putničke vagone spadaju:
- vagoni sa sjedalima,
- vagoni s ležajevima (krevetima),
- vagoni za spavanje (tzv. spavaća kola),
- vagoni za ručavanje (vagoni restorani),
- vagoni s bifeom (kafićem),
- vagoni za prijevoz pošte (poštanski vagoni),
- vagoni saloni te
- vagoni za prtljagu putnika.

Prema razredima razlikujemo:
- vagone prvog razreda,
- vagone drugog razreda te
- vagone prvog i drugog razreda.

Putnički vagoni mogu biti izvedeni s odjeljcima i hodnikom s jedne strane, s odjeljcima i hodnikom u sredini i bez odjeljaka.